# Acleris forsskaleana
Acleris forsskaleana је врста ноћног лептира (мољца) из породице Tortricidae.

## Распрострањење
Налази се у Европи и Северној Америци, у шумама и баштама.
У Србији се среће од низијских подручја до висина око 1000 метара надморске висине.

## Опис
Распон крила је 12-17мм. Основна боја предњих крила је жућкаста.

## Биологија
Одрасле јединке лете од јуна до септембра и активне су у сумрак. Ларве се хране лишћем јавора (Acer), а и одрасле јединке се често виђају у његовој близини тако да је потрага за овом врстом олакшана.

## Биљке хранитељке
Главне биљке хранитељке у Европи су Acer campestre, Acer pseudoplatanus, Acer plantanoides.

## Синоними
- Phalaena (Tortrix) forsskaleana Linnaeus, 1758
- Tortrix agraphana Klemensiewicz, 1904
- Tortrix folskaleana Kennel, 1910
- Tortrix forcaleana Kuznetzov, 1960
- Tortrix forscaeleana Warneburg, 1864
- Tortrix forskaeleana Zincken, 1821
- Pyralis forskahleana Fabricius, 1775
- Pyralis forskahliana Fabricius, 1781
- Phalaena forskaleana Clerck, 1759
- Rhacodia forskaleana Hubner, [1825] 1816
- Tortrix forskaliana Haworth, [1811]
- Tortrix forskoleana Hubner, [1796-1799]
- Tortrix forskoliana [Denis & Schiffermuller], 1775